# Emil Bulls
Emil Bulls ist eine Alternative-Metal-Band aus München. Sie spielt in der Besetzung zwei Gitarren, Bass, Schlagzeug und Sänger/Gitarre.

## Geschichte

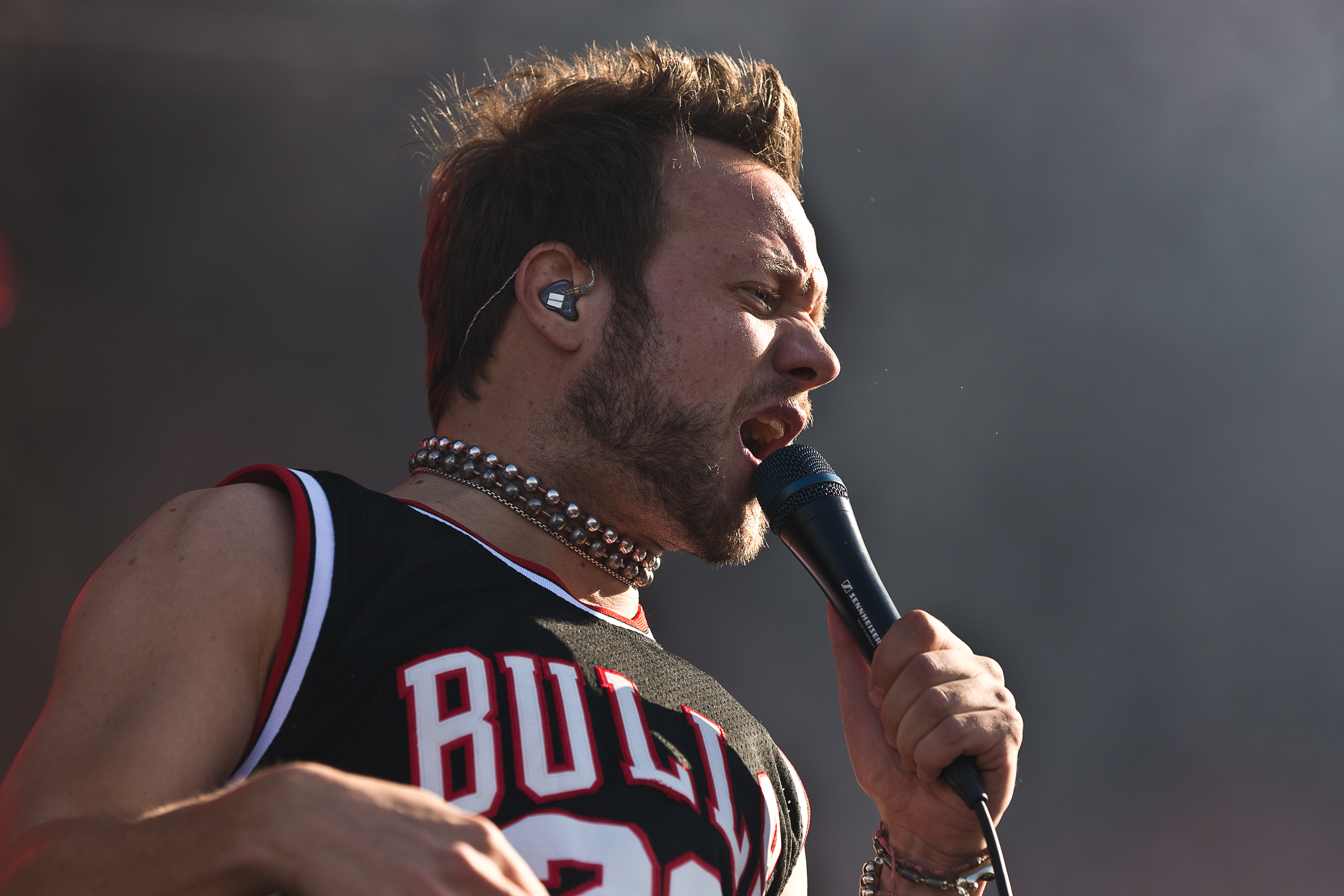
Leadsänger Christoph „Christ“ von Freydorf auf dem Rockharz 2015

Im Jahre 1995 gründeten die ehemaligen Klosterschüler Christoph von Freydorf (Gesang und Gitarre) und Stefan Finauer (Schlagzeug, 2003 ersetzt durch Fabian Füss) zusammen mit von Freydorfs Kirchenchor-Freund James Richardson (Bass) im bayerischen Hohenschäftlarn bei München die Band Emil Bulls. Der Name, so heißt es offiziell, ist abgeleitet vom gleichnamigen Kinderfilm. Hinzu stießen Stephan Karl Moik (Gitarre) und Franz Wickenhäuser (Gitarre, 1999 ersetzt durch Christian Schneider).
1996 wurde die erste CD Red Dick’s Potatoe Garden in Eigenregie aufgenommen. Sie ist heute wegen ihrer geringen Auflage eine Rarität. Im Jahr darauf bewarben sich die Emil Bulls an dem Nachwuchswettbewerb Emergenza und wurden in der Europawertung Dritter. Für den Wettbewerb heuerten sie den DJ Paul Rzyttka (bekannt als DJ Zamzoe) für die elektronischen Effekte an. Nach dem Wettbewerb wurde DJ Zamzoe festes Mitglied der Band. Es folgte eine lange Periode von Liveauftritten. 1998 erschien die Feel Sick EP. 2000 erschien das Album Monogamy bei dem Münchner Indie-Label Oh My Sweet Records, welches nur übers Internet und bei Konzerten zu kaufen war. Daraufhin wurde Island Records auf das Album aufmerksam und nahm die Band unter Vertrag. Noch im gleichen Jahr wurde das ganze Monogamy-Repertoire plus drei neue Songs (darunter ein Duett mit Olli, dem Sänger von Such a Surge, die die Emil Bulls einst mit auf Tour nahmen) unter der Regie des Guano-Apes-Produzenten Wolfgang Stach aufgenommen. Das Ergebnis wurde Angel Delivery Service getauft und war bereits im Oktober 2001 vergriffen, worauf eine Neuauflage veröffentlicht wurde. Dieser wurde die Coverversion des A-ha-Klassikers Take on Me beigefügt, welcher seit Jahren von den Emil Bulls live dargeboten wurde und erstmals auf CD erschien.
Bevor das vierte Album Porcelain, das bei dem Universal-Ableger Motor veröffentlicht wurde, im Mai 2003 in die Läden kam, spielte die Band im Zeitraum von Juni 2001 bis August 2002 129 Konzerte in Clubs und auf großen Festivals wie Rock am Ring. Im August 2003 gab Schlagzeuger Stefan „Fini“ Finauer seinen Ausstieg aus der Band auf der Emil-Bulls-Homepage bekannt. Er wolle ein Studium in München beginnen und somit den „sicheren Weg“ wählen. Es folgt eine Tour durch Kanada und die USA.
Am 20. Juni 2005 erschien The Southern Comfort bei Pirate Records und zugleich bei dem amerikanischen Label Track1. Für die folgenden Liveauftritte mussten die Emil Bulls allerdings ohne den Mann am Mischpult auskommen, denn DJ Zamzoe hatte eine Live-Abstinenz angekündigt. Zukünftig wolle er die Band nur noch im Studio unterstützen und ansonsten seine eigenen Wege in der Musikbranche bei Zebra Productions gehen. Auf der DVD Paranoid von Michael Mittermeier kommt das Lied Revenge in der Bühnenshow vor, bei At Fleischberg’s unterlegt es das DVD-Menü. Abgesehen davon erschien The Southern Comfort 2006 in Frankreich.
Im Februar 2007 erschien das sechste Album, The Life Acoustic, das unplugged und live im Sommer 2006 in einem Bierzelt in Pullach anlässlich der 1200-Jahr-Feier der Gemeinde aufgenommen wurde.
Das sechste Studioalbum The Black Path erschien am 4. April 2008 bei Drakkar. Aufgenommen wurde es im Horus-Sound-Studio in Hannover zusammen mit dem Produzenten Benny Richter (Caliban, Krypteria, Butterfly Coma) sowie Sound-Engineer und Mixer Jakob Bernhart. Die Single The Most Evil Spell erschien als kostenloser Download auf Myspace.
Anfang 2009 verließ Christian „Chrissy“ Schneider die Band und wurde durch Andy Bock ersetzt, der bisher bei der befreundeten Band From Constant Visions spielte. Am 25. September 2009 erschien das Album Phoenix, wieder beim Label Drakkar. Die erste Single Here Comes the Fire stand ab dem 3. August zum kostenlosen Download auf der offiziellen Bandhomepage bereit. Im September 2009 erschien das Video zu When God Was Sleeping. 2010 wurde das Livealbum The Feast veröffentlicht. Es beinhaltet eine Live-DVD und die dazugehörige Audio-CD mit den Livetracks. Gedreht wurde das Konzert im Münchener Kulturzentrum Backstage im Winter 2009.

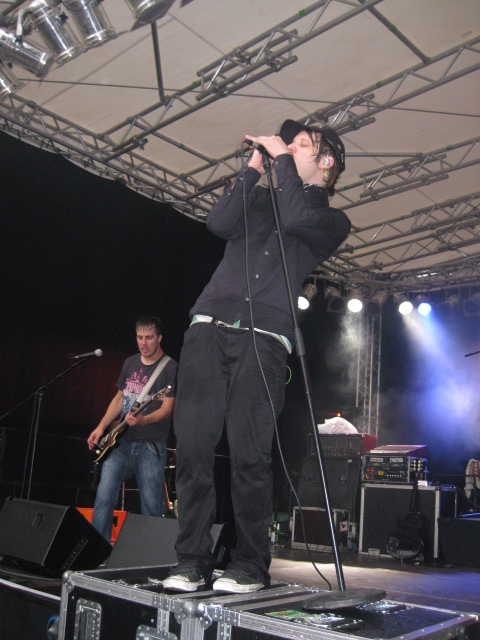
Emil Bulls beim Umsonst-und-Draußen-Festival in Gießen 2009

Am 30. September 2011 erschien das achte Album mit dem Namen Oceanic. Die erste Single Between the Devil and the Deep Blue Sea aus diesem Album gibt es seit dem 15. August als kostenlosen Download auf der Bandhomepage. Außerdem wurde am 14.9. das Musikvideo zu dem Lied The Jaws of Oblivion veröffentlicht.
Zum Abschluss des X-MAS BASH 2013 am 21. Dezember 2013 im Backstage/München gab die Band die Veröffentlichung des Albums Sacrifice to Venus bekannt, das am 8. August 2014 erschien.
Das Album Kill Your Demons wurde im Herbst 2017 veröffentlicht. Vorab erschienen Videos zum Titeltrack Kill Your Demons und The Ninth Wave.
Am 24. Mai 2019 wurde das Coveralbum Mixtape veröffentlicht. Das Album enthält 14 Stücke, unter anderem von Eminem, Destiny’s Child, The Killers oder den Pixies, in einer Interpretation im typischen Emil-Bulls-Stil.
Am 12. Januar 2024 erschien das dreizehnte Album der Band Love Will Fix It.

## Stil
Der Stil der Emil Bulls zeichnet sich vor allem durch hartes Gitarrenspiel und dem häufig ungewöhnlich melodischen Gesang des Sängers aus. Die Lieder wechseln oft zwischen sehr harten und ruhigeren Passagen.
Durch die vielen musikalischen Einflüsse der Band ist es sehr schwer, sie einem Genre zuzuordnen. Die Einflüsse reichen von Popmusik wie Sade oder a-ha bis hin zu diverser Rock- und Metalmusik wie Stoner Rock oder Thrash Metal. Zu Zeiten von Angel Delivery Service wurden sie häufig dem Nu Metal zugeordnet, die Band bevorzugt jedoch bis heute Bezeichnungen wie Crossover-Rock oder Alternative Metal. Das Album The Black Path fällt jedoch wieder härter aus und zeigt eine Entwicklung der Band in Richtung Metal/Hardcore, wozu Bassist James Richardson in einem Interview jedoch sagte: „Falls das so ist, war es ungewollt. Wir wurden auf dem Album eher durch Slayer und Machine Head inspiriert als durch Caliban und Konsorten.“ Außerdem gab Schlagzeuger Fabian Füss an, dass „ihnen Hardcorewurzeln und Ähnliches eigentlich vollkommen fehlen“.
Die Liedtexte sind meist sehr persönlich. Oft werden typische Rock-’n’-Roll-Themen wie übermäßiger Alkoholkonsum oder Sex, aber auch Liebe und Hass verarbeitet. In vielen Texten findet man Anspielungen oder Zitate von Filmklassikern und Romanen wie Scarface, Uhrwerk Orange, Der Pate, Fear and Loathing in Las Vegas oder Mulholland Drive.

## Diskografie

### Studioalben
| Jahr | Titel                  | Höchstplatzierung, Gesamtwochen, AuszeichnungChartplatzierungen (Jahr, Titel, Platzierungen, Wochen, Auszeichnungen, Anmerkungen) | Höchstplatzierung, Gesamtwochen, AuszeichnungChartplatzierungen (Jahr, Titel, Platzierungen, Wochen, Auszeichnungen, Anmerkungen) | Anmerkungen                           |
| Jahr | Titel                  | DE | AT | Anmerkungen                           |
| ---- | ---------------------- | --- | --- | ------------------------------------- |
| 2001 | Angel Delivery Service | DE48 (3 Wo.)DE | — | Erstveröffentlichung: Juni 2001       |
| 2003 | Porcelain              | DE62 (1 Wo.)DE | — | Erstveröffentlichung: Mai 2003        |
| 2005 | The Southern Comfort   | DE98 (1 Wo.)DE | — | Erstveröffentlichung: Juni 2005       |
| 2008 | The Black Path         | DE69 (1 Wo.)DE | — | Erstveröffentlichung: April 2008      |
| 2009 | Phoenix                | DE59 (1 Wo.)DE | — | Erstveröffentlichung: September 2009  |
| 2011 | Oceanic                | DE16 (2 Wo.)DE | AT69 (1 Wo.)AT | Erstveröffentlichung: September 2011  |
| 2014 | Sacrifice to Venus     | DE6 (3 Wo.)DE | AT27 (1 Wo.)AT | Erstveröffentlichung: August 2014     |
| 2016 | XX                     | DE41 (1 Wo.)DE | — | Erstveröffentlichung: Januar 2016     |
| 2017 | Kill Your Demons       | DE13 (2 Wo.)DE | — | Erstveröffentlichung: September 2017  |
| 2019 | Mixtape                | DE11 (1 Wo.)DE | — | Erstveröffentlichung: 24. Mai 2019    |
| 2024 | Love Will Fix It       | DE3 (1 Wo.)DE | — | Erstveröffentlichung: 12. Januar 2024 |

Weitere Veröffentlichungen
- 1995: Made in India
- 1997: Red Dick’s Potatoe Garden
- 1998: Feel Sick EP
- 2000: Monogamy
- 2003: Mud, Blood and Beer
- 2007: The Life Acoustic
- 2010: The Feast
- 2014: Those Were the Days

### Singles
| Jahr | Titel Album                       | Höchstplatzierung, Gesamtwochen, AuszeichnungChartplatzierungen (Jahr, Titel, Album, Platzierungen, Wochen, Auszeichnungen, Anmerkungen) | Höchstplatzierung, Gesamtwochen, AuszeichnungChartplatzierungen (Jahr, Titel, Album, Platzierungen, Wochen, Auszeichnungen, Anmerkungen) | Anmerkungen                                       |
| Jahr | Titel Album                       | DE | AT | Anmerkungen                                       |
| ---- | --------------------------------- | --- | --- | ------------------------------------------------- |
| 2001 | Take On Me Angel Delivery Service | DE56 (6 Wo.)DE | AT53 (6 Wo.)AT | Erstveröffentlichung: Oktober 2001 Original: A-ha |

Weitere Singles
- 2001: Smells Like Rock ’n’ Roll
- 2001: Leaving You with This
- 2003: The Coolness of Being Wretched
- 2003: This Day
- 2006: Newborn
- 2006: Revenge
- 2008: The Most Evil Spell
- 2009: Here Comes the Fire
- 2009: When God Was Sleeping
- 2010: Nothing in This World
- 2010: The Architects of My Apocalypse
- 2011: Between the Devil and the Deep Blue Sea
- 2011: The Jaws of Oblivion
- 2012: The Knight in Shining Armour
- 2012: Not Tonight Josephine
- 2014: Hearteater
- 2017: Euphoria
- 2023: The Devil Made Me Do It
- 2023: Whirlwind Of Doom
- 2023: Love Will Fix It